# بريسيو (إزار)
بريسيو هي بلدية في إزار في جنوب شرق فرنسا.